# Историја интерсексуалне хирургије
Историја интерсексуалне хирургије настала је кроз вишевековни процес преплитања и развоја бројних медицинских специјалности: педијатријске хирургије, педијатријске урологије и педијатријске ендокринологије, у све веће и рафинираније разумевање сексуалне диференцијације, које је пратио и развој политичких заговарачких група уједињених људском квалификованом анализом, а у последњим деценијама чак и сумњом у погледу ефикасности и контроверзи када и да ли треба извршити неке процедуре.
Транссексуализам, односно родна дисфорија, означава стање у којој особа осећа несклад између родног идентитета и свог биолошког пола уз стално присутну потребу да та два аспекта усклади. Хируршки третман интерсексуалних стања је сродан концепт и представља завршни корак којим ове особе теже да постигну анатомски и функционални склад својих гениталија са жељеним полом.
Пре медикализације и увођења ове врсте хирургије закони су писани тако да се односе само на сексуални однос мушкарца, жене или хермафродита, са законским правима како мушких тако или женски особа, у зависности од полних карактеристика које су биле најдоминантније. На пример, у англосаксонском праву, према бележењх Institutes of the Lawes of England, кроз историју хермафродити су описивани као особе која су се могла родити „било као мушко или женско, према доминантној сексуалној особини”.Појединачни случајеви описани су у неким случајевима, спорадично током векова. 
Савремене идеје о медикализацији интерсексуалних и урођених дефеката могу се пратити у делима француског анатома Исидора Жефреа Сент-Илера (1805—1861), који је био пионир тератологије.
Током 1920-их година, са напретком разумевања ових стања и усавршавањем хируршких поступака, хирурзи су почели све више да се баве интерсексуалном хирургијом. Успех је често био делимичан, а операција је често била повезана са мањим или великим, прелазним или трајним компликацијама. 
Технике у свим областима хирургије, у задњим деценијама, често се ревидирају у потрази за већим стопама успеха и смањеним стопама компликација. Неки хирурзи, свесни непосредних ограничења и ризика од операције, осећају да значајне стопе несавршених исхода нису скандал (нарочито за теже и угрожене случајеве). Уместо тога, они негативни исходи виде као изазов који треба превазићи побољшањем технике.
У последње време развија се питање људских права и потребе да се интервенција уопште врши, поготово како хируршке технике и даље напредују.

## Родна дисфорија и транссексуализам кроз историју
Родна дисфорија
Родна дисфорија је комплексно и слабо разумљиво стање, како међу општом популацијом, такао и међу медицинским особљем. До сада је термин родне дисфорије претрпео неколико модификација, као и различите интерпретације појмова које означава.
Транссексуализам
Транссексуализам, као појам који се први пут појавио у модерној медицини 1923. године, означава особе које се не осећају угодно у свом родном положају, те се облачењем у одећу особе супротног пола, осећају као потпуно своје.
Данас, транссексуализам представља стање у којем особа осећа несклад између свог биолошког пола и родног идентитета и сталну жељу да се ова два аспекта ускладе, да анатомски и функционално одговара свом жељеном полу. 
Према дијагностичком статистичком приручнику за менталне поремећаје Америчког удружења психијатара a (APA DSM V) и према Међународној класификацији болести (МКБ-10), транссексуалне особе имају потребу за психијатријско, ендокринолошко и хируршко праћење и лечење које ће довести до родног усклађивања.
Због постојања одређених психијатријских стања која могу да имитирају родну дисфорију, пре започињања било каквог лечења, неопходна је процена од стране психијатара, потом започињање одговарајуће хормонске терапије, да би на крају уследило хируршко усклађивање гениталија и других делова тела да би резултат свеукупног приступа био-балансирању духа и тела. Ова задња два корака се у последње време, међутим, све више избегавају ако сама особа не жели хормонски или хируршку терапију.
У циљу да сигурни и ефикасни путеви постигну трајни лични фонд са својим родним идентитетом, побољшавају свеукупно здравље и психичко благостање, 1979. године, немачки сексолог и ендокринолог, Хари Бенџамин, основао је светско удружење за родну дисфорију (HBIGDA – Harry Benjamin International Gender Dysphoria Association) и објавио клиничке смернице (Standards of Care) превасходно намењене лекарима, психотерапеутима, социјалним радницима и другим специјалистима који се баве радом са особама са родним дисфорјем. 
Од 2001. године, HBIGDA је промиенила назив у WPATH (World Professional Association for
Transgender Health), када је и објавила седму верзију клиничких смерница за рад са особама са родном дисфоријом.

## Пионирски захвати у интерсексуалној хирургији
Први, пионирски подухвати у реконструктивној хирургији гениталија обављени су у периоду између 1930. и 1960. године од стране уролога Хјуга Јанга (Hugh Hampton Young)'' и других хирурга у болници Џон Хопкинс у Балтимору и другим главним универзитетским центрима у САД.
Разумевање интерсексуалних стања било је првих деценија 20. века било релативно примитивно, засновано на идентификацији типа гонада палпацијом или операцијом. С обзиром на то да је способност одређивања чак и врсте гонада у детињству ограничена, одређивање пола и васпитање одређивао је углавном изглед спољашњих гениталија. У таквим условима већина младих интерсексуалних пацијената одрастала је непрестано тражећи помоћ за свеје физичке проблеме са гениталним функцијама.
Захтеви за операцијом драматично су порасли са бољим разумевањем стања конгениталне надбубрежне хиперплазије (КАХ) и примене новог лечења (кортизоном) од стране Lawson Wilkinsа, Frederick Bartterа и других око 1950. године. Хормонски тестови и кариотипизација за утврђивање полних хромозома и доступност тестостерона за лечење довели су до делимичног разумевања синдрома неосетљивости на андрогене. У току од једне деценије, потом, најчешће интерсексуалне случајеви су могли да се прецизно дијагностикују и предвиди њихов будући развој са одређеним степеном поверења.
У овом периоду реконструктивна хирургија гениталија примарно се врши на старијој деци и одраслима. Почетком 1950-их, она се првенствено састојала од могућности уклањања нежељених или нефункционалних гонада, спуштања тестиса у скротум, санирања хипоспадије, ширења вагиналног отвора и уклањања клиториса.
Најчешћа интерсексуална хирургија понуђена у детињству, била је ампутација клиториса и проширење вагиналног отвора како би вирилизована девојка са КАХ изгледала мање мушкобањасто. Међутим, до краја 1950-тих хируршке технике за трансформацију одраслог човека у жену развијају се као одговор на захтеве за такву операцију од стране транссексуалаца.

### Прве хируршке технике у интерсексуалној хирургији
Техника дисекције ретровезикалне шупљине без графтовања
Лечење хенатометре код пацијената дисекцијом ретровезикалног шпага у случају постојања вагиналног септума или лечење агнезије вагине датира још из 19. века, када се примењивала са различитим успехом:
- Дипитрен је 1825. описао две пацијенткиње са одсуством вагине, третираним дискретним дисекцијом простора између бешике и ректума, уз уметањем металне модле цилиндричног облика. У једном случају, смртни исход је настап као резултат перитонитиса, а у другом је дошло до стенозе претходно створеног канала.[11][12]

- Вартон је користио модлу обложену са кондомом како би покрио ректовезикални тунел. Модла са кондом се користила током дана и ноћи прве три недеље, а након тога пацијент би је носио само током ноћи. Сама техника је била релативно једноставна, и са добрим постоперативним резултатима, уз очување изгледа екстерних гениталија.[13] На биопсији, месец дана након хируршке интервенције, постојали су докази формирања сквамозног епитела у неовагини. Претпоставља се да се епителијализација вршила од спољашњег вагиналног отвора према унутра и да ће у наредном периоду од два до четири месеца након операције вагина бити прекривена сквамозним епителијумом. Међутим, и код ове технике, јавиле су се постоперативне компликације у чак 25% случајева у виду недовољне величине вагине, као и поаве везико- и ректовагиналне фистуле[13][14][15]

## Развој интерсексуалне хирургије новорођенчади
До шездесетих година 20. века, млади специјалисти педијатријске хирургије и педијатријске урологије у дечјим болницама били су најчешће упућени на доношење одлука о хируршким интервенцијама код новорођенчади где је процењен бољи могући ниво успеха и сигурности. Ови специјализовани хирурзи су почели да коригују природне дефекте код млађе доби са бољим резултатима. Ранија корекција аномалија смањила је друштвену искљученосз детета са деформисаним уснама, кривим ногама ногама или малформацијом лобање, а једна од најзначајнијих нових могућности била је санација спина бифиде која је многобројној новорођеној деци спасила живот.
Оперативне корективне интервенције на гениталије у детињству су оправдане: 
- због уверења да је операција гениталија мање емоционално трауматична ако се изводи пре доба дугорочних успомене,
- претпоставке да чврст родни идентитет најбоље подржава улога гениталија трајних гениталија,
- преференција родитеља за рану фиксацију полног идентитета
- тврдње многих хирурга да се повезивање ткива, коже и органа одојчади ради брже, са мањим ожиљцима од оних код адолесцената и одраслих.

Међутим, један од недостатака операције у детињству је тај, што су потребне деценије пре него што се процене исходи у смислу сексуалне стварне функције одраслих и родног идентитета. Сходно томе, у новије време се јавља идеја да се на детету не оперише сем ако не постоји не-генитални поремећај који је потребно санирати у оквиру стања, а детету треба оставити да само одлучи у старијем узрасту да ли жели операцију и довођење у очекивану нормалу. 